# مذبحة سانتا إلميرا 1989
مذبحة سانتا إلميرا 1989 كانت مذبحة ضد نشطاء حركة العمال عديمي الأراضي الذين لا يملكون أرضًا في ريو غراندي دو سول في البرازيل عام 1989. في أوائل عام 1989 احتلت مجموعة من حركة العمال المهاجرين التي أعيد توطينها في سالتو دو جاكي مزرعة سانتا إلميرا. وصدر أمر بطردهم، لكن حركة الفلاحين بلا حدود رفضت مغادرة الأرض. تم طردهم بالقوة من الأرض من قبل القوات العسكرية والطائرات الزراعية الصغيرة من الاتحاد الديمقراطي الريفي (التي ألقت قنابل الغاز المسيل للدموع). قُتل 19 ناشطًا من حركة الفلاحين أثناء إطلاق النار، وجُرح 400 وأُسر 22.